# Vladímir Yezerskiy
Vladímir Ivánovich Yezerskiy (Leópolis, Unión Soviética, 15 de noviembre de 1976) es un futbolista ucraniano, se desempeña como defensa o lateral. Actualmente juega en el SC Tavriya Simferopol.

## Clubes
| Club                     | País    | Año         | Partidos | Goles |
| FC Haray Zhovkva         | Ucrania | 1995 - 1997 | 55       | 3     |
| FC Karpaty Lviv          | Ucrania | 1997 - 1998 | 33       | 0     |
| FC Dinamo Kiev           | Ucrania | 1998 - 2000 | 10       | 0     |
| FC Kryvbas               | Ucrania | 2000        | 9        | 0     |
| FC Dnipro Dnipropetrovsk | Ucrania | 2000 - 2007 | 146      | 8     |
| FC Shajtar Donetsk       | Ucrania | 2007 - 2010 | 21       | 1     |
| FC Zorya Luhansk         | Ucrania | 2010 - 2011 | 20       | 3     |
| SC Tavriya Simferopol    | Ucrania | 2011 -      | 22       | 0     |

- Datos: Q471196
- Multimedia: Volodymyr Yezerskyi / Q471196